# Буноза, Гордан
Го́рдан Буно́за (босн. Gordan Bunoza; 5 февраля 1988, Любушки, СФРЮ) — боснийский футболист, защитник кипрского клуба АЕЛ (Лимасол). Имеет также и хорватское гражданство.

## Биография

### Клубная карьера
Буноза воспитанник боснийского клуба «Бигесте» (Любушки), из которого в начале 2006 года перешёл в хорватский клуб «Камень Инград» (Велика). В дальнейшем выступал также за загребский NK ZET, где играл в молодёжных составах до конца 2006 года. В 2007 году перешёл в словенский НК «Драва» (Птуй), в котором не смог пробиться в первый состав и год спустя перешёл в австрийский клуб «Аустрия» Лустенау. Там играл за резервный состав в котором провёл 10 матчей и забил 1 гол.
Перед сезоном 2008/09 перешёл в хорватский клуб Второй лиги «Хрватски Драговоляц» из Загреба. Сыграл 19 матчей лиги и забил 1 гол. Также играл в двух переходных матчах за право играть в Первой хорватской лиге. Его клуб проиграл это двухматчевое противостояние. После окончания сезона Буноза сменил клуб, перейдя в перволиговый «Карловац». В сезоне 2009/10 участвовал в 27 матчах, забив 1 гол, а его клуб закончил чемпионат на 6-м месте.
2 июля 2010 года Буноза прошёл медицинские тесты в краковской «Висле». Подписал 4-летний контракт. В своём первом сезоне в рядах «Белой Звезды» стал чемпионом Польши.

### Карьера в сборной
Буноза играл в составе сборных Боснии и Герцеговины до 17 и до 19 лет и принимал участие в отборочных турнирах к чемпионатам Европы.
10 ноября 2009 года дебютировал в молодёжной сборной Боснии и Герцеговины, в отборочном матче первенства Европы против сборной Уэльса. Был постоянным защитником в составе боснийской молодёжки и всего сыграл в ней 9 матчей, в том числе в шести матчах отборочного турнира.
В августе 2010 года Буноза в первый раз вызывался тренером Сафетом Сушичем в состав взрослой сборной Боснии и Герцеговины на отборочные матчи Евро-2012 с Люксембургом и Францией.

## Достижения
- Чемпион Польши: 2011